# Erebia aethiopellus
Erebia aethiopellus är en fjärilsart som beskrevs av Johann Centurius Hoffmannsegg 1806. Erebia aethiopellus ingår i släktet Erebia och familjen praktfjärilar. Inga underarter finns listade i Catalogue of Life.